# 協奏交響曲 (ハイドン)
協奏交響曲 変ロ長調 作品84 Hob. I:105 は、フランツ・ヨーゼフ・ハイドンが作曲したヴァイオリン・チェロ・オーボエ・ファゴットと管弦楽のための協奏交響曲。通し番号を付けて『交響曲第105番』と表記される場合もある。

## 概要
ハイドンは、マンハイム出身のヴァイオリニストで音楽事業家でもあったヨハン・ペーター・ザーロモンの招きで、1791年の1月に初めてロンドンに訪れた。滞在中には1791年と翌年の1792年の2月から6月までの12回ずつザロモンが主催する演奏会にオーケストラでチェンバロ（またはピアノ）を担当して出演し、6曲の新作の交響曲やその他の新作と旧作をロンドンに紹介した（同じ時期に交響曲第90番、第91番、第92番『オックスフォード』の3曲も作曲している）。
この協奏交響曲は1792年に作曲され、同年の3月9日に第4回ザロモン演奏会で初演され、成功をおさめた。そして次の3月16日の第5回演奏会でも再演され、さらに2回目のイギリス滞在の時の1794年2月24日の第3回ザロモン演奏会でもこの協奏交響曲がとりあげられた。当時としてはかなり歓迎されていた作品であったことが窺える。
当時ロンドンでは協奏交響曲が流行しており、ヨハン・ゼバスティアン・バッハの息子ヨハン・クリスティアン・バッハも協奏交響曲を作曲しており、ザロモンの演奏会に対抗するプロフェッショナル・コンサートでも協奏交響曲がとりあげられていたので、ハイドンもこうしたことに刺激を受け、ザロモンのヴァイオリンの腕前を生かすことにして協奏交響曲を書くことになったという。またハイドンは交響曲で特定の楽器を独奏風に使用することを好んでおり、また楽器の対比的効果にも関心を持っていたため、協奏交響曲を作曲するのに野心を燃やしていたといわれている。

## 構成
全3楽章構成、演奏時間は約22分。
- 第1楽章 アレグロ
変ロ長調、4分の4拍子、ソナタ形式。

第2主題が早くも独奏楽器で奏されることは、当時の協奏風のソナタ形式では異例のことであった。
- 第2楽章 アンダンテ
ヘ長調、8分の6拍子、ソナタ形式。

抒情性をたたえた穏やかな楽章。
- 第3楽章 アレグロ・コン・スピーリト
変ロ長調、4分の2拍子、自由なソナタ形式。

管弦楽による第1主題が示されることは異例で、アダージョのレチタティーヴォをしばしばおいていることも珍しい。